# شوآ (فیلم)
شوآ (انگلیسی: Shoah) فیلمی مستند به کارگردانی کلود لانزمان دربارهٔ هولوکاست است که در سال ۱۹۸۵ منتشر شد. هولوکاست در زبان عبری «شوآ» نامیده می‌شود. این فیلم ۹ ساعت است و ساخت آن ۱۱ سال زمان برده است. لانزمان در این فیلم با بازماندگان، شاهدان و جنایتکاران هولوکاست مصاحبه می‌کند و از مناطق وقوع هولوکاست در سراسر لهستان، از جمله اردوگاه‌های مرگ، بازدید می‌کند.
شوآ در آوریل ۱۹۸۵ در پاریس منتشر شد و تحسین منتقدان و جوایز معتبری را از آن خود کرد از جمله جایزه بهترین فیلم غیرداستانی از حلقه منتقدان فیلم نیویورک، و جایزه بفتا برای بهترین فیلم مستند. سیمون دو بووار این فیلم را یک «شاهکار محض» نامید و مارسل افولس (کارگردان هتل ترمینوس: زندگی و زمانه کلاوس باربی) آن را «بزرگ‌ترین مستند دربارهٔ تاریخ معاصر» لقب داد. شوآ در لهستان مورد اقبال قرار نگرفت و دولت لهستان ادعا کرد که این فیلم، لهستان را به «همدستی در نسل‌کشی نازی‌ها» متهم کرده است.
شوآ در اکتبر ۱۹۸۵ در نیویورک اکران شد و در سال ۱۹۸۷ نیز شبکه پی‌بی‌اس فیلم را طی چهار شب در ایالات متحده پخش کرد.

## خلاصه فیلم
در فیلم شوآ عمدتاً به چهار موضوع پرداخته می‌شود: اردوگاه مرگ خلمنو که آلمانی‌ها برای اولین بار در این اردوگاه از وانت گاز برای کشتار یهودیان استفاده کردند؛ اردوگاه‌های مرگ تربلینکا و آشویتز-برکناو؛ و گتوی ورشو، همراه با شهادت بازماندگان و شاهدان و مرتکبان جنایت‌ها.
لانزمان با ناظران بیرونی هم مصاحبه می‌کند و از آنها می‌پرسد که آیا خبر داشتند در اردوگاه‌های مرگ چه می‌گذرد یا خیر. پاسخ این افراد روشن می‌کند که از موضوع اطلاع داشتند اما انفعال و بی‌عملی خود را با ترس از مرگ توجیه می‌کردند.

## تولید فیلم
لانزمان در ابتدا از سوی مقامات اسرائیل به کار گرفته شد تا طی ۱۸ ماه، فیلمی دو ساعته دربارهٔ هولوکاست از منظر یهودیان بسازد. با گذشت زمان و طولانی شدن مدت ساخت فیلم، مقامات اسرائیل از پشتیبانی لانزمان دست کشیدند. بیش از ۳۵۰ ساعت فیلم خام برای شوآ ضبط شد و ساخت آن یازده سال طول کشید. این فیلم دچار مشکلات فراوانی بود از جمله مشکلات مالی، مشکل در پیدا کردن مصاحبه‌شوندگان، و حتی تهدید جان لانزمان. شوآ از این جهت فیلم غیرمعمولی بود که از هیچ فیلم تاریخی‌ای استفاده نمی‌کرد و به جای آن بر مصاحبه با شاهدان و بازدید از صحنه‌های جنایت تکیه داشت. تا کنون پنج فیلم بلند دیگر با استفاده از صحنه‌های استفاده‌نشده در تدوین نهایی شوآ ساخته شده است.
شش سال نخست تولید فیلم به ضبط مصاحبه در ۱۴ کشور اختصاص داشت. لانزمان پیش از اولین سفر به لهستان، چهار سال روی مصاحبه‌ها کار کرد. پس از ضبط فیلم، تدوین ۳۵۰ ساعت فیلم خام آغاز شد و پنج سال ادامه داشت.